# Synchronizacja pionowa
Synchronizacja pionowa (ang. vertical synchronization V-sync) – synchronizacja wyświetlania obrazu przez urządzenie wyświetlające z dopływającymi do niego danymi o obrazie.
W tradycyjnych telewizorach oraz monitorach kineskopowych CRT, wyświetlanie obrazu odbywa się poprzez przemiatanie powierzchni luminofora strumieniem elektronów, a napływający sygnał bezpośrednio steruje luminancją plamki. Zapewnia on synchronizację układu odchylania pionowego z napływającą informacją o obrazie, a tym samym stabilizuje obraz na ekranie.
W monitorach LCD, których wyświetlanie obrazu nie jest realizowane przez strumień elektronów, układ synchronizacji zapewnia synchronizację wyświetlania z odświeżaniem pamięci obrazu monitora, która wynika z ustawień generatora klatek (np. dekodera, karty graficznej itp.). Przy wyłączonej synchronizacji pionowej, jeśli urządzenie obsługuje taką możliwość, zazwyczaj można zauważyć błędy wyświetlania obrazu (artefakty) takie jak rozrywanie ekranu (ang. screen tearing) i migotanie (ang. flickering).